# سیارک ۶۱۳۸۶
سیارک ۶۱۳۸۶ (به انگلیسی: 61386 Namikoshi، نامگذاری:2000QT1) شصت و یک هزار و سیصد و هشتاد و ششمین سیارک کشف شده‌است که در ۲۴ اوت ۲۰۰۰ کشف شد.